# Allocosa absoluta
Allocosa absoluta là một loài nhện trong họ wolfspinnen (Lycosidae).
Loài này thuộc chi Allocosa. Allocosa absoluta được Willis J. Gertsch miêu tả năm 1934.